# Ilulissat-Museum
Das Ilulissat-Museum (dänisch Ilulissat Museum, grönländisch Ilulissat Katersugaasiviat) ist das Heimatmuseum (Lokalmuseum) von Ilulissat.

## Geschichte
Bereits Ende der 1960er Jahre wurde mit dem Einsammeln von Gegenständen in Ilulissat begonnen, bevor am 5. Oktober 1972 ein Museumsverein gegründet wurde. Dieser bat die Gemeinde Ilulissat darum, die alte Wohnung des Missionars (B-78) nutzen zu dürfen, in der unter anderem Knud Rasmussen geboren wurde. Bereits am 22. April 1973 konnte das Museum erstmals öffnen. Vor dem Museum wurde später ein Torfmauerhaus gebaut und die alte Trankocherei wurde vom Hafen vor das Museum versetzt. Ab 1977 wurde das Hauptgebäude anlässlich von Knud Rasmussens 100. Geburtstag renoviert, weswegen das Museum in dieser Zeit in das alte Kämmererbüro (B-721) umziehen musste. Am 7. Juni 1979 wurde das Museum in der Missionarswohnung wiedereröffnet. Am 29. Oktober 1981 wurde das Museum offiziell von der grönländischen Regierung anerkannt. Am 23. Juli 1994 wurde B-26 als weiteres Museumsgebäude für eine Ausstellung zu Jagd und Fischerei eröffnet. 1995 wurde unter dem Lokalmuseum das Ilulissat-Kunstmuseum eröffnet, das 2004 unabhängig wurde.

## Gebäude
Für weitere Informationen zum denkmalgeschützten Hauptgebäude, siehe die Liste der Baudenkmäler in Ilulissat.

## Ausstellung
Stand 2004 behandelte die Museumsausstellung das Leben von Knud Rasmussen und Jørgen Brønlund sowie beispielsweise Trachten und die grönländische Jagd.